# María del Carmen Aquino
María del Carmen Aquino Merchán (Santa Elena, 20 de enero de 1988) es una ingeniera y política ecuatoriana. Ha sido docente universitaria y asambleísta nacional, entre 2021 y 2022. Desde 2023 es la alcaldesa del Cantón Santa Elena, siendo la primera mujer en la historia de la ciudad en alcanzar dicho puesto.

## Biografía
María del Carmen Aquino Merchán nació el 20 de enero de 1988, en la ciudad ecuatoriana de Santa Elena. Hija de Pedro Aquino y Carmen Merchán.
Realizó su formación primaria en la Unidad Educativa Carrera Sánchez Bruno, y la secundaria en la Unidad Educativa Dr. Luis Celleri Aviles. Tras realizar estudios en la Escuela Superior Politécnica del Litoral, obtuvo el título de Ingeniera en Gestión Empresarial internacional. Posteriormente, obtuvo una maestría en Gerencia de Innovaciones educativas, por la Universidad Técnica Estatal de Quevedo, y una maestría en Administración de Empresas, con mención en Recursos Humanos y Marketing, por la Universidad de Guayaquil. Tiene una diplomado en Marketing, por la Universidad de Guadalajara.
Antes de entrar a la política, se desempeñó como profesora en la Universidad Estatal Península de Santa Elena y gerente general de la Empresa Pública Municipal de Turismo de Santa Elena.

### Vida política
Incursionó en la política, llegando a ser concejal de Santa Elena, en 2014.
Para las elecciones seccionales de 2019 fue candidata a la alcaldía de Santa Elena por el Movimiento Político Frente de Lucha Ciudadana y obtuvo el segundo lugar con el 24.07% de los votos, superada por el candidato del Movimiento Peninsular Creyendo en Nuestra Gente, Otto Vera, quien obtuvo el 30.02%.

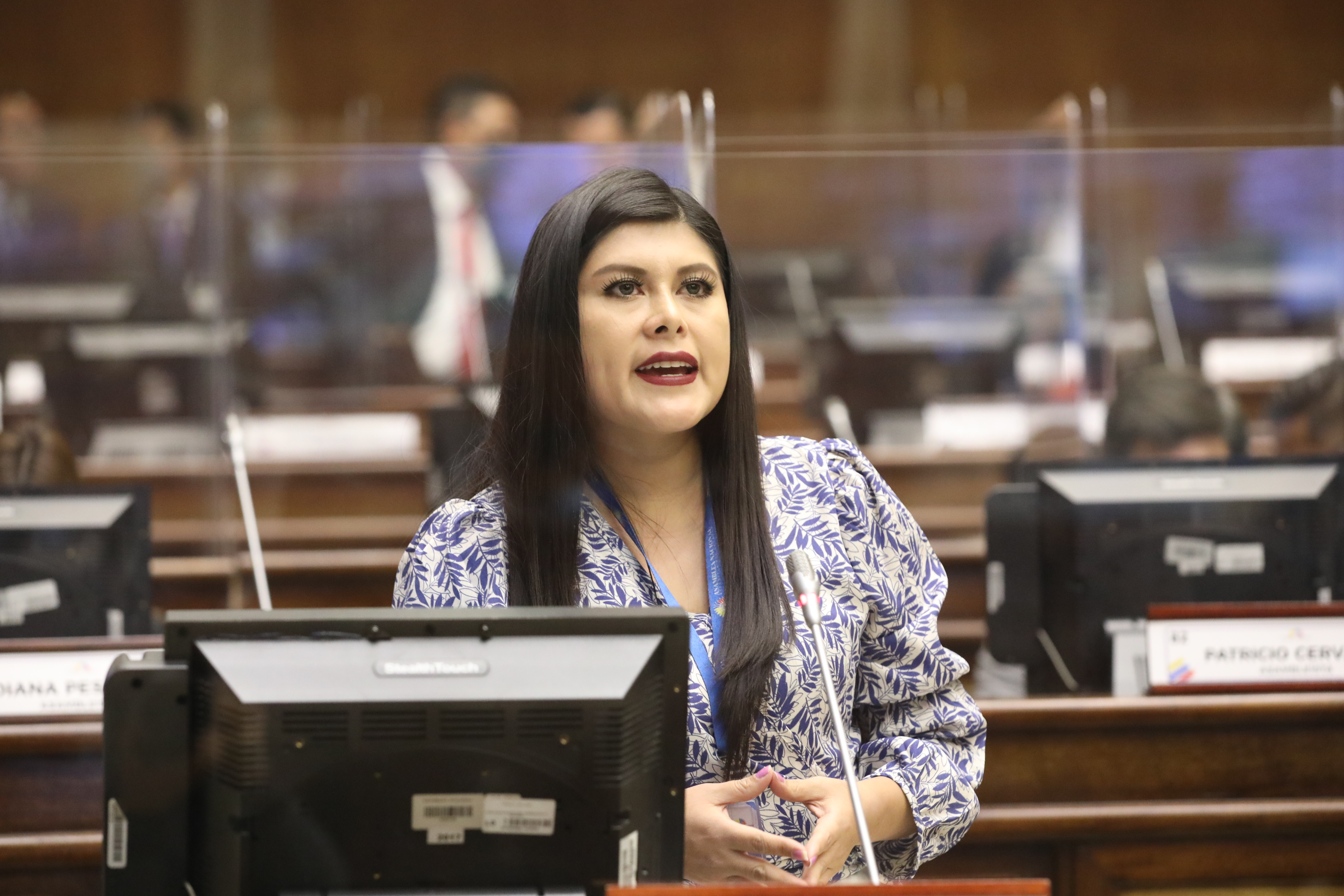
Aquino en un pleno de la Asamblea.

Fue electa asambleísta nacional de la mano del Partido Social Cristiano (PSC) y el movimiento Únete en las elecciones legislativas de 2021. Sin embargo, abandonó el bloque del PSC al poco tiempo de iniciado el período legislativo y se unió a la Bancada Acuerdo Nacional, del movimiento oficialista CREO. Seguidamente fue designada vicepresidenta de la Comisión de Soberanía y Seguridad Integral.
El 8 de septiembre de 2022 renunció al cargo para poder candidatearse a la alcaldía de Santa Elena. Para las elecciones seccionales de 2023 fue electa alcaldesa de Santa Elena con el 32.58% de los votos de la mano del Movimiento Revolución Ciudadana, lo que la convirtió en la primera mujer en alcanzar el cargo en la historia de la ciudad. Entre las principales propuestas de Aquino se encontraban iniciar un proceso de regeneración urbana y mejorar el sistema de alcantarillado.